# Pierre Harvey
Pierre Harvey (nascido em 24 de março de 1957) é um ex-ciclista e esquiador cross-country canadense que participou nos Jogos Olímpicos (Verão e Inverno) competindo pelo Canadá.